# びくとり
びくとりは、東日本フェリーが運航していたフェリー。船名はローマ神話に登場する勝利の女神ウィクトーリアに由来する。

## 概要
三菱重工業神戸造船所で建造され、ばるな (2代)の代船として1989年7月17日に室蘭 - 大洗航路に就航した。今日に至るまで、北海道と本州を結ぶ太平洋航路の長距離フェリーでは最大の総トン数となっている。本船の就航により、ばるなは仙台 - 苫小牧航路に転配され、びるご (初代)が引退、海外売船された。
1998年、ばるな (3代)の就航に伴う「はあきゆり」の大洗航路転属に伴い引退して海外売船され、イタリアのグリマルディ・ライン（Grimaldi Lines）でヴィクトリー（VICTORY）として就航した。2009年にメキシコのバハ・ラインズ（Baja Lines）へ売却されチワワ・スター（Chihuahua Star）となり、2011年以降はアメリカ・クルーズ・フェリー（America Cruise Ferry）のカリビアン・ファンタジー（Caribbean Fantasy）としてサントドミンゴ - サンフアン間で運航され、2016年8月に火災事故を起こし運航停止となりサンファン港に係船ののち2017年にトルコにて解体。なお、運航停止後のサントドミンゴ - サンフアン航路にはフェリーズ・デル・カリブにより本船と同じくかつて東日本フェリーにて「へるめす」として在籍した「KYDON」が就航している。

## 設計
ばるな (2代)の準同型船として、車両・旅客輸送能力は同程度なものの展望風呂、ライブラリー、ビデオシアターなど公室を充実させたため船型が大型化したほかバウバイザーと船首ランプを廃止しばるなよりスマートな船型となっている。
海外売船後、ファンネル後方に船室を増設、船尾のランプを拡張するなど改造を受けている。

## 船内
客室
- 特等室（2名×24室 合計48名）
- 一等洋室（4名×47室 合計188名）
- 一等和室（4名×5室合計20名）
- 二等寝台室（12名×14室 合計168名）
- 二等和室（10区画 合計216名）
- ドライバーズルーム（2室 合計40名）

設備
Aデッキ
- レストラン

Bデッキ
- 展望浴室・サウナ
- サンルーム
- ジム
- バーコーナー
- ゲームコーナー
- ライブラリーコーナー
- チルドレンコーナー
- カードコーナー
- ミーティングルーム
- ホール
- 特等室

Cデッキ
- エントランスホール
- 案内所
- 売店
- ビデオシアター
- シャワー室
- 自動販売機コーナー
- ドライバー浴室
- ドライバーレストルーム
- 2等室
- 2等寝台
- 1等室
- ドライバーズルーム

## 事故・インシデント

### 機関損傷
1996年1月6日、6時ちょうどごろ、乗組員29名、旅客65名、車両72台を搭載して大洗港から室蘭港へ向かっていた本船は、金華山の北東12海里を航行中、右舷主機6番シリンダの軸ピンが折損したため、右舷主機を停止、左舷主機のみで航行を継続した。点検作業により約30分間漂流、主機の片舷運転により室蘭港への到着が約7時間遅延した。事故原因は、軸ピン製造時の浸炭処理不良で生じた強度不足により、就航以来の疲労により軸ピンが折損したためであった。

### 火災・座礁事故
2016年8月17日、ドミニカ共和国のサントドミンゴからプエルトリコのサンフアンに向かっていた本船は、サンフアン沖2海里を航行中にエンジンルームから火災が発生しその後小島に座礁。乗員乗客510名が救出され、その後サンフアン港へ曳航された。